# Rivula venalis
Rivula venalis là một loài bướm đêm trong họ Erebidae.